# Claude Edorh
Claude Edorh (* 27. Februar 1972 in Dabou, Elfenbeinküste) ist ein ehemaliger deutscher Leichtathlet ivorischer Herkunft. Seine Spezial-Disziplin ist der Hürdenlauf.

## Werdegang
Claude Edorh wurde über 110 Meter Hürden 1991 Bronzemedaillengewinner der Junioreneuropameisterschaften in Thessaloniki und 1994 Vierter der Europameisterschaften in Helsinki. Bei der Abschlussfeier in Helsinki war er Fahnenträger der deutschen Mannschaft. 1996 nahm er an den Olympischen Spielen in Atlanta teil und erreichte das Viertelfinale. 1989 wurde er deutscher B-Jugend-Meister über 100 Meter und 110 Meter Hürden. 1992, 1996 und 2002 wurde er jeweils deutscher Vizemeister über 110 Meter Hürden.
Er hält im Leichtathletik-Verband Nordrhein die Verbandsrekorde über 110 Meter Hürden mit 13,41 s und über 60 Meter Hürden (Halle) mit 7,64 s. In der ewigen Deutschen Bestenliste des DLV belegt er mit seiner 110-Meter-Hürden-Zeit den 15. Platz.
1991 wurde er zum Jugendleichtathleten des Jahres ausgezeichnet (Tischi-Martens-Preis). 2000 erhielt er den Sparkassenpreis für Vorbilder im Sport.
2011 gründete er die Fitnessmarke JC Sport.
Edorh startete für den ASV Köln, das Leichtathletik-Team DSHS Köln und seit 2004 für LAZ Leipzig.
| Disziplin    | Leistung       | Datum            | Ort          |
| ------------ | -------------- | ---------------- | ------------ |
| 100 m        | 10,72 s (0,0)  | 18. Mai 1997     | Scheeßel     |
| 110 m Hürden | 13,41 s (+1,1) | 12. August 1994  | Helsinki     |
| 50 m Hürden  | 6,66 s         | 4. März 2001     | Sindelfingen |
| 60 m Hürden  | 7,64 s         | 16. Februar 2002 | Sindelfingen |